# Narodni park Ala-Arča
Narodni park Ala Arča (Ala Archa) obsega sotesko reke Ala-Archa in sega v pogorje Tjenšan (Tien Shan), ki ga obkroža. To območje, izjemne naravne lepote, leži manj kot uro vožnje na jugu Biškeka. Ustanovljen je bil leta 1976.
Je priljubljena destinacija za izletnike, pohodnike, jahače, kolesarje, smučarje ter alpiniste, ki iščejo izzive na poteh po parku ter po ledenikih in do slapov. Park je odprt vse leto, čeprav je najbolj priljubljena sezona poleti in zgodaj jeseni.
V kirgiščini "Archa" pomeni "pisan brin", je svetel ali več barven in so ga polna pobočja gora. Kirgiški ljudje ga posebej spoštujejo, saj naj bi dim gorečega lesa preganjal zle duhove. Vendar pa brin ne sme biti posajen v bližini doma, ker verjamejo, da črpa energijo iz ljudi, ki živijo blizu njega.
Nacionalni park obsega okoli 200 kvadratnih kilometrov, njegova nadmorska višina se giblje od približno 1500 m  pri vhodu do višine 4.895 metrov (Vrh Semenova Tian-Shanski, najvišji vrh v kirgiškem delu Ala-Too v Tjenšanu). Znotraj parka je več kot 20 ledenikov in okoli 50 gorskih vrhov ter dve manjši reki, Adygene in Ak-Sai, ki izvirata iz teh ledenikov. Soteska Adygene je lepa gozdnata dolina s slapovi, izviri in obilo postrvi. Na reki je majhno jezero Kargay-Bulak v katerem gojijo postrvi za nadaljnje vlaganje v druge reke. Ostale prostoživeče živali so: zelo redek snežni leopard (v kirgiščini: "ilbirs"), divje koze, srnjad in svizci.
Od vhoda v park do prvega planinskega doma oziroma zaselka hiš, kjer je večje parkirišče, je še 12 km ceste. Ob tej cesti je izhodišče za pohod v dolino Agydene pa tudi do pokopališča, kjer so pokopani nekateri tukaj preminuli alpinisti. V času Sovjetske zveze je bil tukaj tudi bazni tabor za alpiniste, ki pa je že precej propradel.

## Priporočljive poti
- Pot ob reki Ala-Archa - 1,3 km lahke poti po lepi dolini. Na koncu je lepo razglesišče za panoramske posnetke na dolino Ak-Sai in vrh Ala-Archa, ki dominira nad tem območjem. Še 18 km naprej je stara smučarska baza, ki se uporablja za dostop do smučarskih terenov.

- Slap in koča Ratsek - 3,75 km do slapa in še 5,75 km do koče Ratsek (3.370 m) - srednje zahtevna pot, na nekaterih odsekih izpostavljena, poteka po zelo strmih pobočjih. V naslednji uri se pride do ledeniške doline na 4.150 m, kjer se lahko sprehodimo po ledeniku.

- Po dolini Adygene - 1 km do pokopališča alpinistv, ter še 6 km za skozi gozd do ledenika Adygene - bolj zahtevna pot, ni primerna za gorska kolesa, ima kratke, vendar zelo strme odseke. Ta del parka je znan po številnih vrstah ptic.

- Pot v kanjon Ak-Say, do katerega sega ledenik izpod gore Semenova-Tienshanskogo (4.895 m). Ob poti je tudi 25 metrov visok slap. Kanjon je izhodišče za različne plezalne poti.

In številne druge neimenovane poti s parkiranjem in izhodiščem ob dostopni cesti. V določenih območjih je dovoljeno tudi kampiranje.

## Nekateri pomembnejši vrhovi
V narodnem parku Ala Arča so za alpinizem zanimivi naslednji vrhovi:
- Semenova Tianshanskogo (4.895 m)
- Korona (4.860 m) je najlepši vrh gorovja in najvišji vrh pogorja Ala Too
- Isiskatel (4.400 m)
- Svobodna Koreja (4.740 m)
- Bachichiki
- Box
- Tikitor